# Rally RACE de España 1978
Rally RACE de España 1978 (26. RACE Rallye de España) – rajd samochodowy rozgrywany w Hiszpanii od 20 do 22 października 1978 roku. Była to szesnasta runda Rajdowych Mistrzostw Świata w roku 1978 (zaliczana tylko do tzw. Pucharu FIA Kierowców, nie producentów) oraz czterdziestą szóstą rundą Rajdowych Mistrzostw Europy w roku 1978. Rajd został rozegrany na nawierzchni asfaltowej i szutrowej.

## Klasyfikacja generalna[2]
| Miejsce | Kierowca            | Pilot               | Samochód                | Czas    | Strata   | Grupa | Pkt WRC | Pkt ERC |
| ------- | ------------------- | ------------------- | ----------------------- | ------- | -------- | ----- | ------- | ------- |
| 1.      | Tony Carello        | Maurizio Perissinot | Lancia Stratos HF       | 4:20,03 | 0,0      | 4     | 9       | 80      |
| 2.      | Beny Fernández      | Victor Sabater      | Fiat 131 Abarth         | 4:29,40 | +9,37    | 4     | 6       | 60      |
| 3.      | Jorge de Bagration  | Nuria Llopis        | Lancia Stratos HF       | 4:33,27 | +13,24   | 4     | 4       | 48      |
| 4.      | Salvador Servià     | Jordi Sabater       | Fiat 131 Abarth         | 4:38,41 | +18,38   | 4     | 3       | 40      |
| 5.      | Gilbert Staepelaere | Eric Bessem         | Ford Escort RS1800      | 4:42,22 | +22,19   | 4     | 2       | 32      |
| 6.      | Carlos Torres       | Pedro de Almeida    | Ford Escort RS2000      | 4:49,10 | +29,07   | 1     | 1       | 24      |
| 7.      | Pablo de Sousa      | Luis Sanz           | Ford Fiesta             | 4:53,02 | +32,59   | 2     |         | 16      |
| 8.      | Genito Ortiz        | María Jesús Cabal   | Simca 1200 TI           | 4:53,26 | +33,23   | 2     |         | 12      |
| 9.      | Ricardo Muñoz       | Antonio Boto        | Citroën GS              | 5:17,20 | +57,17   | 1     |         | 8       |
| 10.     | Gabriel Capuz       | Francisco Martínez  | Seat 124D Especial 1800 | 5:30,26 | +1:10,23 | 2     |         | 4       |

## Punktacja

### Klasyfikacja  FIA Cup for Rally Drivers (WRC)
| Lp. | Producent           | Pkt.    |
| --- | ------------------- | ------- |
| 1   | Markku Alén         | 52 (56) |
| 2   | Jean-Pierre Nicolas | 22      |
| 3   | Hannu Mikkola       | 21      |
| 4   | Walter Röhrl        | 12 (21) |
| 4   | Michèle Mouton      | 12      |

- Uwaga: Tabela obejmuje tylko pięć pierwszych miejsc.